# Edward Bede Clancy
Edward Bede Clancy (Lithgow, 13 de dezembro de 1923 - 3 de agosto de 2014) foi um cardeal australiano e arcebispo emérito de Sydney.

## Início da vida e ordenação
Clancy nasceu em Lithgow, Nova Gales do Sul, em 13 de dezembro de 1923. Disse que queria ser padre desde cedo e fingiu celebrar sua primeira missa ainda criança, para diversão de seu irmão e irmãs.. Depois de completar seus estudos no Marist Brothers College, Parramatta, ele foi ordenado ao sacerdócio em 1949, no mesmo dia que o futuro cardeal australiano Edward Cassidy.[carece de fontes?]

## Padre e bispo
Em 1953, Clancy obteve uma licenciatura em Teologia Sagrada da Pontifícia Universidade de São Tomás de Aquino ( Angelicum ). Clancy continuou seus estudos, obtendo seu doutorado em teologia em 1965. Ele então começou como professor e mais tarde aceitou o cargo de capelão na Universidade de Sydney. Ele também atuou como porta-voz oficial da arquidiocese nessa época e tornou-se muito conhecido por isso.[carece de fontes?]
Em 19 de janeiro de 1974, Clancy foi consagrado Bispo titular de Árd Carna e Bispo Auxiliar de Sydney.

## Arcebispo e cardeal
Em 24 de novembro de 1978, foi nomeado arcebispo de Canberra (e Goulburn). Nos pouco mais de quatro anos em que foi arcebispo de Canberra e Goulburn, Clancy era respeitado pelo povo de Canberra Goulburn como um arcebispo muito amigável e acessível, que também apoiava muito seu povo e seus padres. Ele tinha um grande relacionamento com os jovens da arquidiocese.[carece de fontes?]
Em 12 de fevereiro de 1983 foi nomeado arcebispo de Sydney e em 28 de junho de 1988 foi elevado a cardeal-sacerdote de Santa Maria in Vallicella. Ele também continuou sua carreira educacional ao longo desse tempo, tornando-se chanceler da Australian Catholic University em 1992.[carece de fontes?]
Um evento notável na vida de seu mandato foi a beatificação da Madre Mary MacKillop, realizada no Royal Randwick Racecourse em 15 de janeiro de 1995. O Papa João Paulo II fez referência a Clancy em sua homilia quando disse: "Estamos celebrando um evento extraordinário em a vida da Igreja nesta terra: a beatificação da Madre Mary MacKillop, a primeira australiana formalmente declarada entre as Beatas do Céu. Alegro-me com todos vocês: com o Cardeal Clancy e meus Irmãos Bispos, com os sacerdotes, Religiosos, todos vocês, leigos e leigas, famílias, jovens e crianças, que oferecem um sinal radiante e autêntico da vitalidade da Igreja. Dou graças a Deus por poder celebrar esta beatificação aqui mesmo em solo australiano”. O Pontífice concluiu a homilia dizendo: "O Papa para hoje, Cardeal Clancy para amanhã. Louvado seja o Senhor!".
Grandes obras na Catedral de Santa Maria, em Sydney, ocorreram sob seu episcopado. Em 1999, um novo órgão de tubos substancial foi construído por Orgues Létourneau Ltée de Montreal, Québec.

## Aposentadoria e morte
Clancy se aposentou como arcebispo de Sydney em 2001 e foi sucedido pelo arcebispo George Pell. No período de 21 de outubro de 2003 (quando Pell foi nomeado cardeal) até o 80º aniversário de Clancy em 13 de dezembro de 2003, houve três cardeais eleitores australianos (se um conclave papal se tornou necessário); Clancy, Pell e Edward Cassidy.
A saúde de Clancy começou a piorar após sua aposentadoria e ele morreu em 3 de agosto de 2014, aos 90 anos, na casa de repouso Little Sisters of the Poor no subúrbio de Randwick, em Sydney. 